# Olimpijka

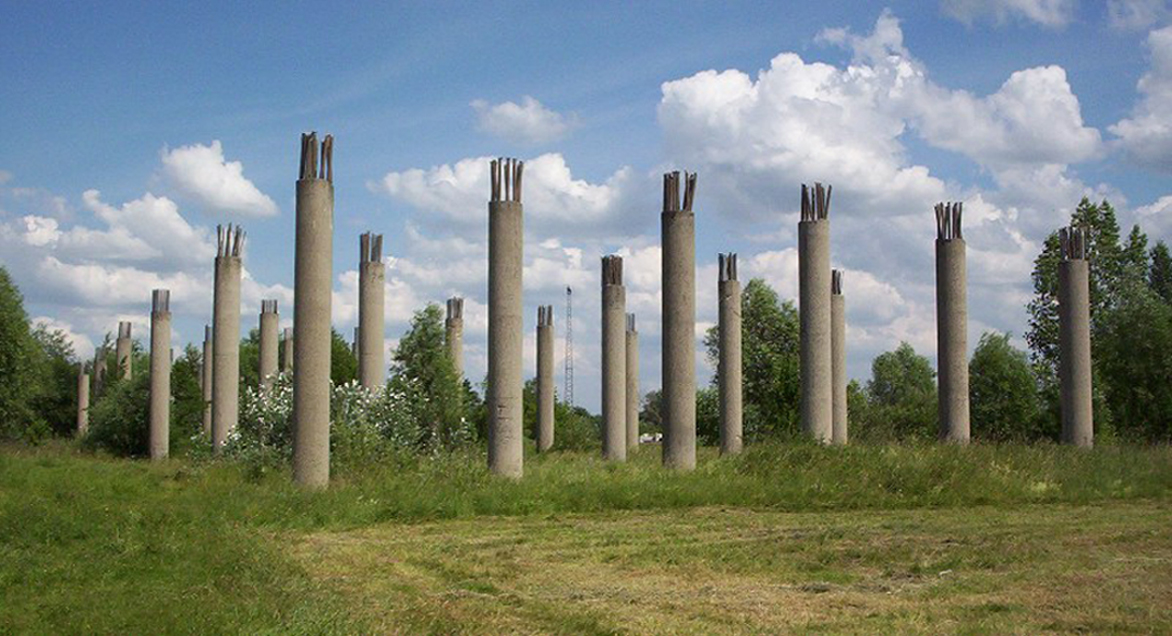
Ehemalige Stützen des nicht vervollständigten Viaduktes über die Nordlinie der CMK, die im Juli 2010 abgerissen wurden.

Olimpijka ist der Name einer in den 1970er Jahren geplanten Autobahn von Berlin nach Moskau.
Einer der Gründe für den Bau waren die Olympischen Sommerspiele 1980 in Moskau.
Bis zu diesem Zeitpunkt sollte der Teil von Września bis Warschau fertiggestellt sein.
Die Arbeiten begannen an den Abschnitten Września–Konin und Nieborów–Warschau, es wurde jedoch nur ersterer beendet, der Rest des Projektes wurde vorerst nicht realisiert, 2010 bis 2012 wurde die Autostrada 2 auf der Trasse der geplanten Olimpijka gebaut.

## Abschnitt Września–Konin
Der Bau dieses Teilstücks ging sehr langsam voran und dessen erstes Teilstück Września–Slugocin (34 Kilometer) war 1985 betriebsfertig. Bis 1989 wurde die Autobahn um 14 Kilometer bis nach Konin verlängert.
Diese Teilstücke sind in diesem Zustand Teil der Autobahn A2.

## Abschnitt Nieborów–Warschau

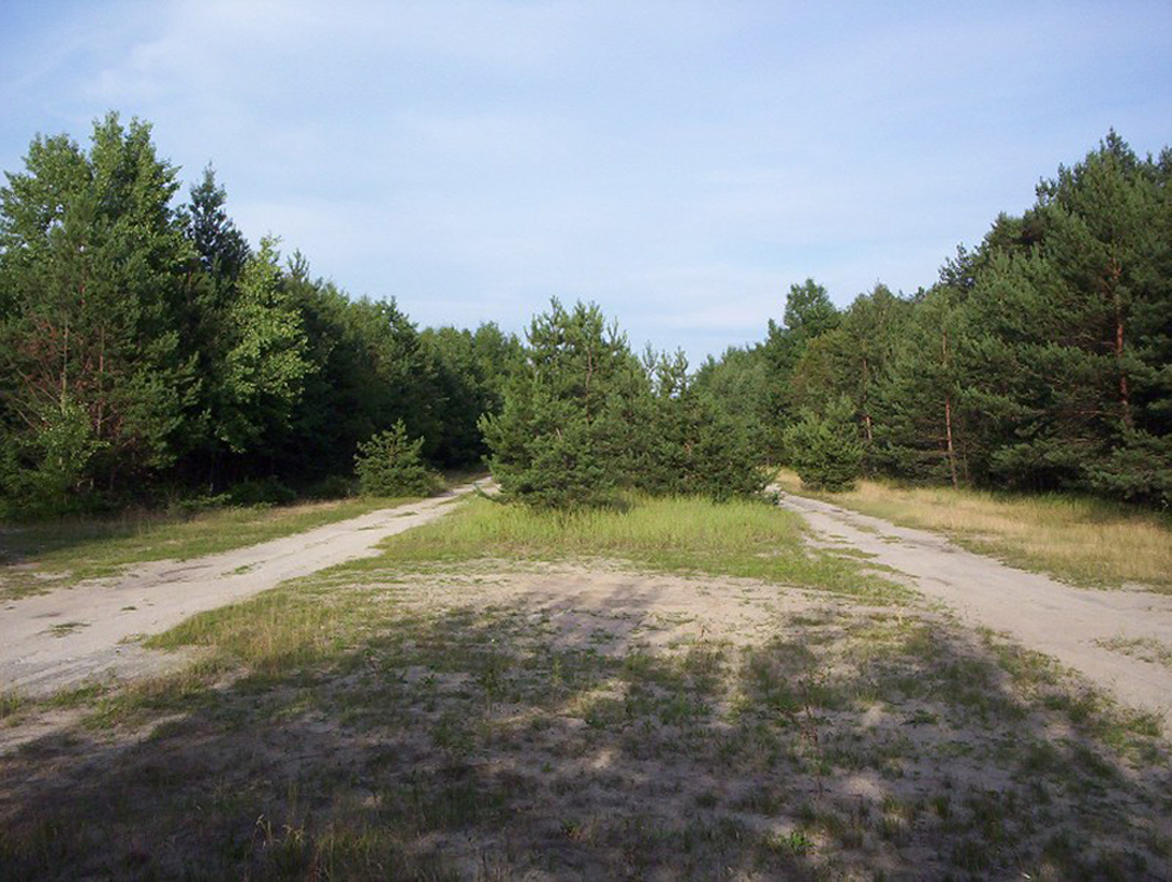
Zweispuriger Waldweg in der Puszcza Bolimowska mit Asphaltresten und einem 700 Meter langen Teilstück Straße.

Dieses Fragment der Olimpijka wurde nur in kleinen Teilen verwirklicht, zum Beispiel wurden einige Viadukte, Brücken und Unterführungen gebaut.
Eines der interessantesten Objekte waren Reihen von Stützen, die ein Viadukt über die geplante nördliche Linie der zentralen Eisenbahnhauptstrecke (CMK) nach Danzig tragen sollten (diese Nordlinie wurde ebenfalls nie realisiert). Alle Objekte wurden mit dem Baubeginn des Autobahnabschnittes der A2 von Łódź nach Warschau im Juli 2010 abgerissen.
Der Abschnitt Bolimów–Wiskitki war auf einigen Karten als Autobahn im Bau verzeichnet und wurde auf einigen sogar als bestehende Straße geführt.